# Marshall JCM800

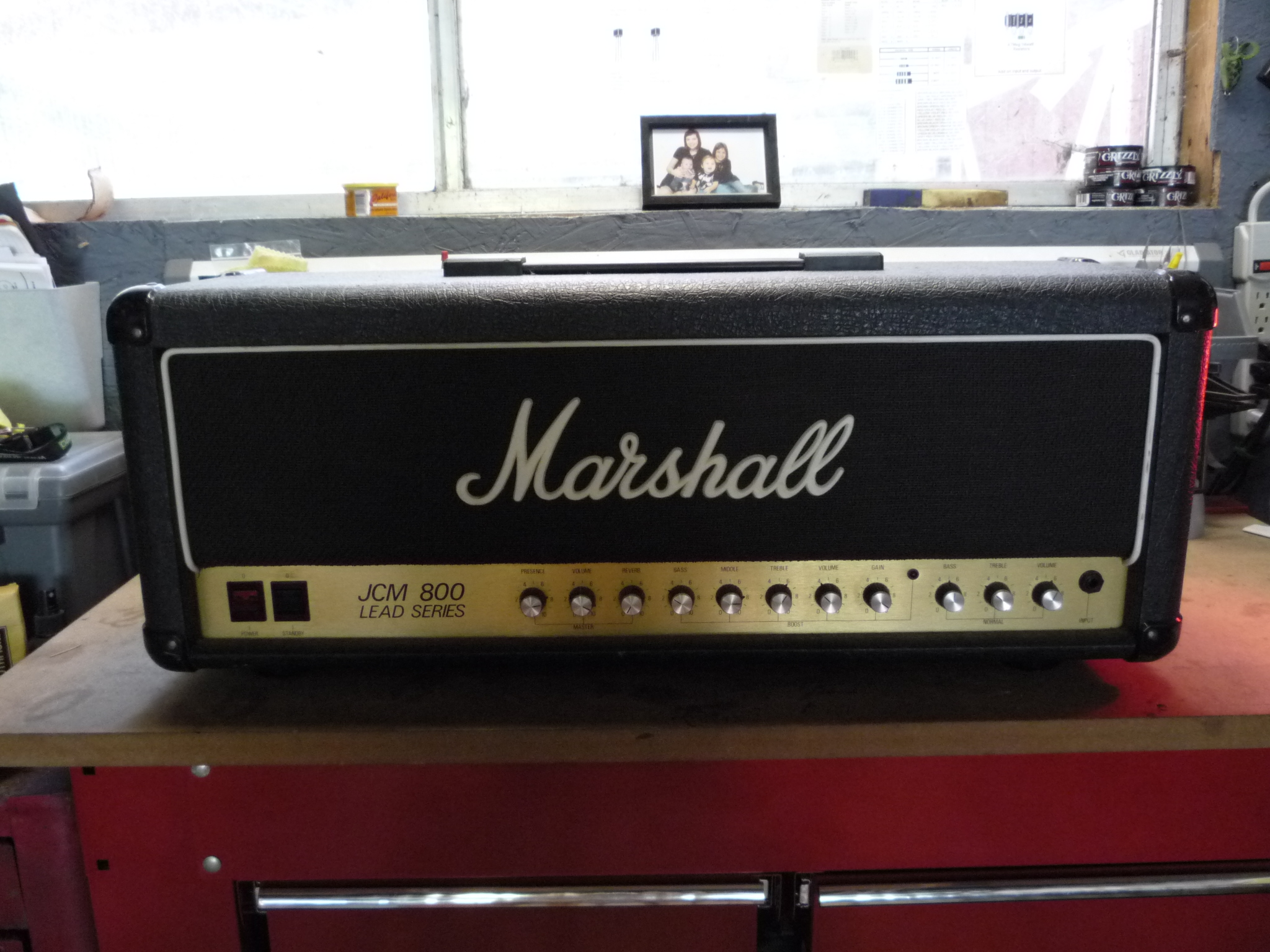
Un Marshall JCM800 modèle 2205, amplificateur au format « tête » et avec une puissance de 50 watts.

Le Marshall JCM-800 est une série d'amplificateurs pour guitare électrique commercialisée par Marshall Amplification entre 1981 et 1989 et rééditée à plusieurs reprises.

## Histoire
Les JCM-800 ont été distribués pour la première fois en mars 1981, peu après la fin de la relation entre Jim Marshall et son distributeur Rose-Morris.
Anticipant la fin du contrat avec Rose-Morris, Jim Marshall a travaillé à partir du milieu des années 1970 au développement d'une nouvelle série d'amplificateurs pour guitares électriques. Les châssis 50 et 100 watts de la série Master Volume, introduite en 1975, constituent la base des JCM-800,.
Le nom JCM-800 provient de la plaque d'immatriculation de la voiture de Jim Marshall à l'époque, plaque qui correspondait à ses initiales (James Charles Marshall) et le chiffre 800.
La série JCM-800 a été arrêtée en 1989, juste avant le début de la commercialisation des JCM-900 l'année suivante, puis réintroduite à partir de 2002, d'abord en déclinaison 100 W (2203).

## Déclinaisons
Sous le nom JCM-800, un numéro permet d'identifier un modèle, sauf les versions têtes qui gardent leurs numéros originaux[pas clair]. Ainsi les modèles 2000 sont les têtes tout lampe, 3000 les têtes hybrides ou transistors, 4000 sont les combos tout lampe ou hybrides, et les 5000 sont 100 % transistors.
Les deux versions hybrides (4203 pour le combo et 3203 pour la tête) ont la particularité d'avoir un préamplificateurs à transistors (avec quand même une lampe 12ax7) et une section puissance tout lampe.

### Modèles de la série
La série JCM-800 a connu plusieurs déclinaisons :
- Tout lampe :
  - 1959 JCM800 Super Lead, 100 W (tête)
  - 1987 JCM800 Lead, 50 W (tête)
  - 2203 JCM800 Master Volume Lead, 100 W (tête)
  - 2204 JCM800 Master Volume Lead, 50 W (tête)
  - 2205 JCM800 Split Channel Reverb, 50 W (tête)
  - 2210 JCM800 Split Channel Reverb, 100 W (tête)
  - 4001 Studio 15, 15 W 1x12" (combo)
  - 4010 JCM800, 50 W 1x12" (combo)
  - 4103 JCM800, 100 W 2x12" (combo)
  - 4104 JCM800, 50 W 2x12" (combo)
  - 4210 JCM800 Split Channel Reverb, 50 W 1x12" (combo)
  - 4211 JCM800 Split Channel Reverb, 100 W 2x12" (combo)
  - 4212 JCM800 Split Channel Reverb, 50 W 2x12" (combo)
  - JCM800 Studio Classic SC20H, 20 W (tête)
- Hybrides et à transistors :
  - 3203 JCM800 Artist, 30 W (tête)
  - 4203 JCM800 Artist, 30 W (combo)
  - 3005 Lead 12 Micro Stack, 12 W (tête)
  - 3210 Lead 100 MOSFET, 100 W (tête)
  - 3310 MOSFET, 100 W (tête)
  - 3315, 150 W (tête)
  - 5002 Lead 20, 20 W 1x10" (combo)
  - 5005 Lead 12, 12 W 1x10" (combo)
  - 5010 Master Lead Combo, 30 W 1x12" (combo)
  - 5100 MOSFET, 100 W 1x12" (combo)
  - 5150, 150 W 2x12" (combo)
  - 5203 Master Reverb 30, 30 W 1x12" (combo)
  - 5205 Reverb 12, 12 W 1x10" (combo)
  - 5210, 50 W 1x12" (combo)
  - 5212 Split Channel Reverb, 50 W 2x12" (combo)
  - 5213 MOSFET 100 Reverb Twin, 100 W 2x12" (combo)
  - 5215 MOSFET 100 Reverb, 100 W 1x15" (combo)
  - 5275 Reverb 75, 75 W 1x12" (combo)